# El ritmo no perdona (Prende)
«El ritmo no perdona (Prende)» es el sencillo promocional del álbum Mundial, del músico Daddy Yankee. Fue lanzado el 1 de julio del 2009.

## Canción
Tiene un estilo bailable y con mucho ritmo, en la cual combina el mambo con el reguetón, como en los éxitos anteriores: "Lo que pasó, pasó" y "Ella me levantó", el cual es mucho más movido. El beat fue creado por Musicólogo y Menes en el estudio del Cartel Records, la música tiene gran influencia de la cultura dominicana.

## Video musical
El video salió junto con la canción y se podía descargar en el sitio web del artista. En el video se puede ver a dos protagonistas los cuales son el mismo Daddy Yankee y entran a un club donde todos bailan mientras suena la canción, mientras los dos personajes cantan partes de la canción juntos. Fue filmado en el suburbio del Soho, se trata de recrear una disputa musical entre un cantante de talla mundial que se encuentra sentado durante todo el video, vestido de manera elegante, muy sereno contra un enfadado cantante callejero que viste de manera casual.

## Listas
| Lista (2009)      | Posición |
| ----------------- | -------- |
| Argentina Top 100 | 9        |